# Maruderzy Merrilla
Maruderzy Merrilla (ang. Merrill's Marauders), nieoficjalna nazwa Oddziału Wydzielonego 5307, nazwa kodowa Galahad – jednostka specjalna United States Army przeznaczona do działań na głębokim zapleczu nieprzyjaciela w latach 1943–1944 na pograniczu Chin, Birmy i Indii (CBI) w czasie II wojny światowej. Jednostka wsławiła się rajdami na dalekie tyły wojsk japońskich.

## Formowanie
W czasie konferencji „QUADRANT” z udziałem premierów Kanady Williama Mackenzie Kinga, Wielkiej Brytanii Winstona Churchilla i prezydenta USA Franklina Roosevelta w sierpniu 1943 roku w Quebecu, trzej alianccy przywódcy uznali, że należy utworzyć jednostkę US Army, która – operując na dalekim zapleczu – atakowałaby wojska japońskie w Birmie. Pomysł nie był nowy; zasadzał się na stworzonej wcześniej przez brytyjskiego generała Orde'a Wingate'a formacji Czindytów. Do udziału w nowej jednostce zgłosiło się około 3000 ochotników.
Memorandum Wydziału Operacyjnego (OPD) Departamentu Wojny z 18 września 1943 roku (OPD 320.2) przedstawiło proponowany skład jednostki dalekiego działania, do której miano przyjmować wyłącznie ochotników. Dowództwo Obszaru Karaibów skierowało do tej jednostki 960 przeszkolonych do walki w dżungli oficerów i żołnierzy, 970 ludzi o podobnych kwalifikacjach dostarczyło Dowództwo Wojsk Lądowych, a dalszych 674 żołnierzy, już „przetestowanych” w walkach w dżungli, Dowództwo Południowego Pacyfiku (weterani walk o Guadalcanal i Wyspy Salomona). Miejscem koncentracji była stolica Nowej Kaledonii, Numea. Generał Douglas MacArthur kazał również przerzucić do oddziału zaprawionych w boju 274 ludzi, uczestników walk na Nowej Gwinei i Wyspie Bougainville’a. Kilku weteranów walk na Pacyfiku odbywało kary za różnorakie przewinienia w więzieniach wojskowych, ale zostali zwolnieni w zamian za chęć wstąpienia do formacji. Tych rozrzucono po oddziałach, a nazywano „dzieciakami bez wyjścia” (ang. Dead End Kids) od tytułu hollywoodzkiego filmu o młodocianych przestępcach.
Formację oficjalnie nazwano Oddziałem Wydzielonym 5307 (tymczasowym) z nazwą kodową Galahad. 31 października 1943 roku żołnierze zostali wysłani na przeszkolenie w okolice Bombaju. Tam dołączyli do nich lotnicy i łącznościowcy oraz kompania transportowa z mułami i doświadczonymi mulnikami. Wszyscy – oficerowie i szeregowcy – wyekwipowani zostali w mundury polowe i takież buty (tzw. jungle boots z lub bez parcianych opinaczy), parciane pasy, plecaki i ładownice, impregnowane ponczo-pałatki oraz maczety lub kukri do wycinania zarośli. Broń osobistą stanowiły karabiny M1 Garand, snajperskie M1903A4, karabinki M1, pistolety maszynowe Thompsona, pistolety M1911, karabiny maszynowe BAR i chłodzone powietrzem Browningi M1919. Mułów używano do transportu aparatów radiowych, amunicji oraz cięższego uzbrojenia jak bazooki i 60-milimetrowe moździerze M2; w tych ostatnich, dla odciążenia, odrzucano często podstawę.

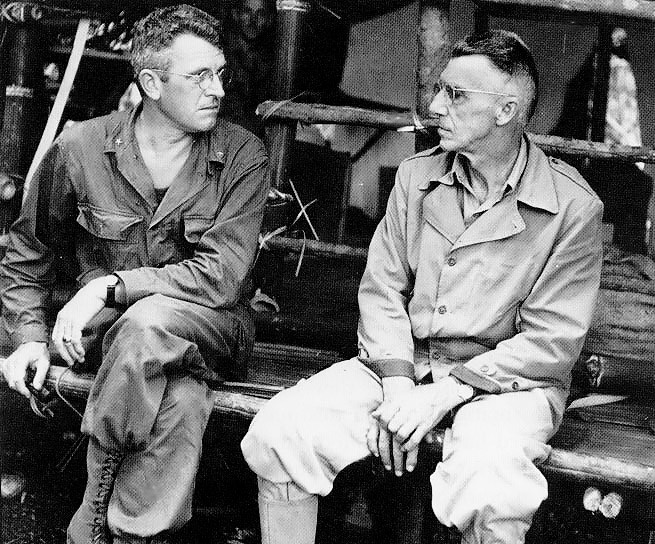
Generałowie Merrill i Stilwell w Birmie

Oddział 5307 był szkolony przez generała Orde'a Wingate'a – twórcę i dowódcę brytyjskich Czindytów – w dystrykcie Nashik, 200 km od Bombaju, gdzie żołnierze przechodzili zaprawę fizyczną i psychiczną przed przerzuceniem do Devghar w prowincji Bihar (obecnie w stanie Jharkhand).
W jednostce służyło 700 zwierząt, w tym 360 mułów. Tych ostatnich miało być początkowo znacznie więcej, ale statek przewożący je został storpedowany na Morzu Arabskim. W rezultacie zostały zastąpione 340 australijskimi końmi rasy Waler, które uważano za odpowiednie do walk w dżungli. Przed włączeniem do 5307 służyły w armii chińskiej.
W okresie od listopada 1943 do końca stycznia 1944 roku żołnierze oddziału 5307 intensywnie ćwiczyli w Indiach techniki zwiadowcze, sposoby patrolowania, przekraczania rzek i strumieni, posługiwania się bronią, materiałami wybuchowymi, a także metody kamuflażu, orientacji w terenie, ataku i obrony w małych grupach, ewakuacji rannych oraz niespotykanej dotąd techniki zaopatrzenia przy pomocy zrzutów.
Amerykański generał Joseph Stilwell był przeciwny temu, by jedyny oddział US Army działający w Azji Południowo-Wschodniej był podporządkowany brytyjskiemu dowództwu. Jako dowódca aliancki bez podległej mu formacji wojsk lądowych uważał, że będzie miał minimalny wpływ na decyzje strategiczne w Birmie dopóki nie przejmie kontroli nad oddziałem 5307. Admirał Louis Mountbatten, najwyższy dowódca sił alianckich działających na tym obszarze (SEAC), dał się przekonać Stilwellowi (swemu zastępcy), że jednostka powinna podlegać dowództwu północnej grupy wojsk (NCAC) mającemu pieczę nad pograniczem Indii i Chin. Stilwell mianował dowódcą Oddziału Wydzielonego generała-brygadiera Franka Merrilla, a czołowym amerykańskim korespondentom wojennym kazał nazywać oddział „Maruderami Merrilla”.

## Działania

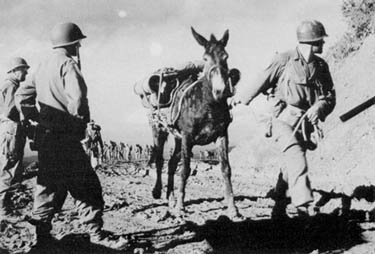
Maruderscy mulnicy na Drodze Ledo

Na początku 1944 roku Maruderzy zostali zorganizowani jako oddział uderzeniowy lekkiej piechoty z mułami do transportu moździerzy kal. 60 mm, bazook, amunicji, sprzętu komunikacyjnego i zaopatrzenia. Ich trzy bataliony miały być odpowiednikiem regimentu, jednakże brak wsparcia broni ciężkiej oznaczał, że rzeczywista siła ogniowa jednostki była mniejsza niż przeciętnego batalionu piechoty amerykańskiej, czego Stilwell i jego sztabowcy z NCAC zdawali się nie dostrzegać. Bez wsparcia broni ciężkiej oddział, chcąc pokonać znacznie większe siły japońskie, musiał polegać na swej ruchliwości i zdolności do ataku z zaskoczenia.
Ogromnie ważna była dla Maruderów sprawa wyżywienia, a zwłaszcza lekkich, hermetycznie opakowanych racji polowych, tymczasem najlepsze ich zdaniem rozwiązanie – dostarczające 4000 kalorii dziennie racje tropikalne – przestały być, ze względu na koszt, wytwarzane w roku 1943. Idąc za radą oficerów-logistyków z Waszyngtonu Stilwell, a wraz z nim jego sztab, przyjął, że całodzienna racja K (2830 kalorii) – wydawana wszystkim żołnierzom US Army – musi Maruderom wystarczyć. Tymczasem racje K nie dość, że dawały mniej kalorii i miały mniejszą masę, ale ponadto zawierały składniki tak niestrawne, że niemal wszyscy je wyrzucali.
Za radą Wingate'a podzielono poszczególne bataliony na dwie grupy bojowe każdy. W lutym 1944 roku, podejmując ofensywę mającą zakłócić działania sił japońskich, sześć grup uderzeniowych (oznaczonych jako czerwona, biała, niebieska, khaki, zielona i pomarańczowa) wkroczyło do Birmy. 24 lutego cały oddział rozpoczął 1600-kilometrowy marsz, najpierw Drogą Ledo, a następnie przez bezdroża górskie Patkaj (odgałęzienie Himalajów) w głąb birmańskiej dżungli na tyłach Japończyków. W marszu tym wzięło udział 2750 Maruderów; pozostałych 247 ludzi zostało w Indiach jako personel bazy tyłowej.
W czasie walk w Birmie Maruderzy liczbowo nie dorównywali wojskom japońskiej 18 Dywizji Piechoty, ale zawsze zadawali przeciwnikowi większe straty niż sami ponosili. Prowadzeni przez zwiadowców z OSS, wykorzystując swą mobilność i moment zaskoczenia, atakowali tam, gdzie się ich nie spodziewano. 3 Batalion walczył znakomicie pod Walawbum, miastem – według sztabu Stilwella – prawie nie bronionym, zabijając 400–500 żołnierzy wroga. Japończyków zaskakiwała siła i celność ognia Maruderów broniących atakowanej pozycji. Ich zaprawieni w bojach oficerowie umieli kierować ogniem moździerzy i karabinów maszynowych, a prawie każdy żołnierz uzbrojony był w automatyczną lub półautomatyczną broń, którą potrafił się posługiwać i uzyskiwać wysoką celność. W marcu przerwali japońskie linie zaopatrzenia w Dolinie Hukawng.

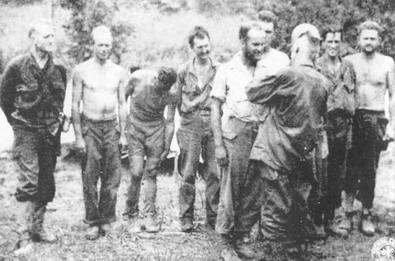
Generał Stilwell wręcza medale

Stilwell, informowany przez Brytyjczyków, że sytuacja w atakowanym od lutego przez Japończyków Imphalu (mieście w północno-wschodnich Indiach, stolicy stanu Manipur) została opanowana, postanowił zaatakować i zdobyć japońskie lotnisko pod miastem Myitkyina. Myitkyina miała ogromne znaczenie dla odblokowania Drogi Ledo i Drogi Birmańskiej, a następnie wyparcia Japończyków z całej północnej Birmy. Zawsze podejrzewający Brytyjczyków o chęć „wtrącania się” Stilwell nie skoordynował swych planów z lordem Mountbattenem, w zamian dał rozkaz do ataku swym chińskim formacjom i Maruderom. Ci ostatni zatrzymali się na popas w leśnej wiosce Shikau Gau, gdzie wymieniali swe racje C na kurczaki i jaja. Udało im się też wziąć kąpiel, co miało zapobiec grzybicznym zakażeniom skóry. Następnie 5307, liczący już tylko nieco ponad 2200 oficerów i żołnierzy, zapoczątkował serię bojów na drodze do Myitkyiny.
W kwietniu Stilwell kazał Maruderom zająć pozycje obronne pod Nhpum Ga i powstrzymać ataki japońskie, do czego oddział nie był przygotowany, ani właściwie uzbrojony. Maruderzy walczyli w okrążeniu odpierając falowe uderzenia nieprzyjaciela. Zabili czterystu żołnierzy wroga, ale sami odnotowali 57 poległych, 302 rannych i 379 niezdolnych do akcji z powodu chorób i wyczerpania. Z 200 mułów oddziału 75 zginęło w ogniu armat i moździerzy. Żołnierze cierpieli na amebozę (przywleczoną przez chińskie oddziały), która dodatkowo obniżała ich zdolność bojową. Chociaż uprzednio udawało się Maruderom unikać strat powodowanych przez śmiertelne choroby (po części dzięki stosowaniu uzdatniających wodę tabletek i dbaniu o higienę), wspólne obozowanie z chińskimi piechurami wykorzystującymi rzeki zamiast latryn, poważnie pogorszyło sytuację (Chińczycy, zawsze gotujący wodę do picia, prawie nigdy nie chorowali).
Pogarszało się także zaopatrzenie. Racje K nie wystarczały, a żołnierze cierpieli głód; pora deszczowa wraz z nieustannym naciskiem Japończyków oraz dziki, niedostępny teren uniemożliwiły wiele zrzutów, jeszcze bardziej pogłębiając problem. Całodniowe racje K (trzy posiłki dziennie) zastąpione zostały przez sztabowców Stilwella przypadkowymi zrzutami ryżu, dżemu, sucharów, batoników i racji C. Po wejściu w kontakt z żołnierzami chińskimi wielu Maruderów zaczęło wymieniać z nimi papierosy z racji K (12 sztuk dziennie) na inne produkty spożywcze.

## Koniec pod Myitkyiną

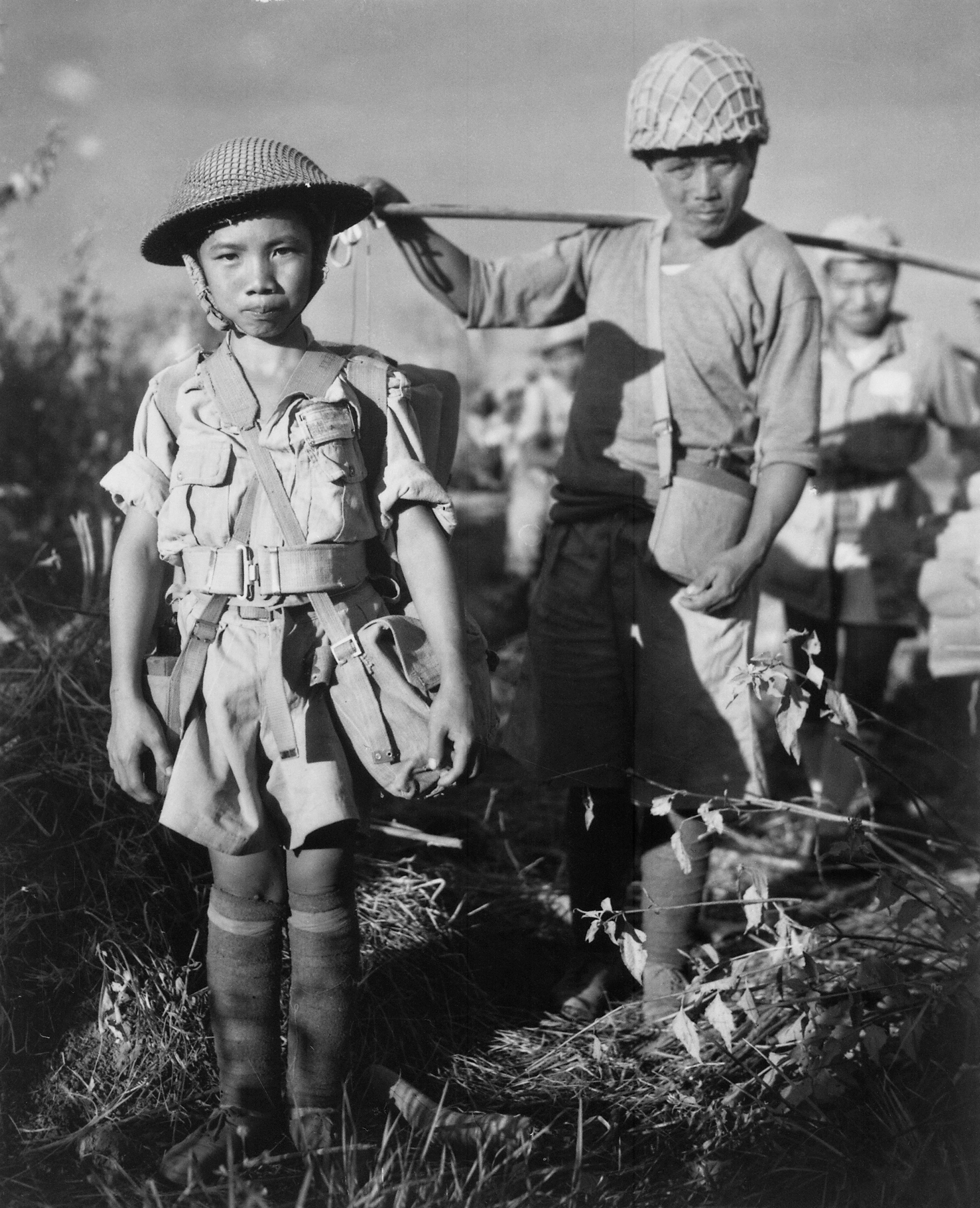
10-letni chiński żołnierz z Formacji X Stilwella po zajęciu lotniska Myitkyiny

17 maja, po wyczerpującym 100-kilometrowym marszu przez wznoszące się na 2000 m wzgórza pasma Kumon Bum do Myitkyiny, około 1300 żołnierzy znajdujących się jeszcze w szeregach Maruderów, wraz z elementami 42. i 150. chińskich regimentów piechoty (tzw. Formacja X), zaatakowało nie spodziewających się niczego Japończyków na obrzeżach lotniska w Myitkyinie. Lotnisko zostało zajęte 17 maja, ale miasta nie dało się zdobyć posiadanymi siłami. Pierwszy szturm regimentów chińskich został odparty z dużymi stratami, gdyż wywiad NCAC raz jeszcze nie docenił sił japońskich, które były ciągle uzupełniane i składały się z czterech tysięcy dobrze uzbrojonych i zawziętych obrońców. Osłabieni z niedożywienia ludzie z 5307 walczyli nadal, choć szczyt sezonu monsunowego sytuacji nie poprawiał; okazało się, że na terenach wokół Myitkyiny dochodzi do największej liczby zachorowań na tyfus, na który część Maruderów zapadała śpiąc na gołej ziemi lub na trawie. Cierpiący na krwawą biegunkę i gorączkę, śpiący w błocie Maruderzy zdołali jednak atakować i odpierać serie gwałtownych kontruderzeń sił japońskich. W wywiadzie udzielonym w 1945 roku, oficer Maruderów, kapitan Fred O. Lyons, opowiedział o tym, jak naprawdę wyglądała walka:

Miałem taką dyzenterię, że leciała ze mnie krew. Wszyscy byliśmy chorzy jak nie na to, to na co innego. Ramiona miałem tak obtarte od pasów plecaka, że go po prostu zostawiłem... Moi chłopcy byli w nie lepszej kondycji. Większość z nas chodziła bez bielizny, bo sraczka... Idący przodem zwiadowca nagle podniósł karabin nad głowę, co znaczyło, że zobaczył nieprzyjaciół... W końcu i my zobaczyliśmy ich, idących czwórkami wzdłuż torów kolejowych... Żołnierz pochylił się nad swoim tommy-gunem i nacisnął. Posypały się strzały. Padło sześciu Japońców, zaraz potem kolejnych sześciu. Kolumna [japońska] złamała szyk, a żołnierze rzucili się w krzaki. Złapaliśmy broń i zniknęliśmy z powrotem w dżungli. To biegnąc, to zataczając się, to znów drapiąc na czworaka, jakoś dotarłem do obozowiska. Byłem tak chory, że zupełnie nie dbałem czy Japońcom udało się przebić, czy nie; nie myślałem o niczym, chciałem tylko zemdleć.

Po zluzowaniu przez zrzuconą na spadochronach dywizję armii chińskiej miasto ostatecznie wpadło w ręce aliantów 3 sierpnia 1944 roku. Japoński dowódca zdołał uciec z około 600 ludźmi; 187 Japończyków wzięto do niewoli, a reszta, około 3800 żołnierzy, zginęła w walkach.
W ostatnich bojach Maruderzy stracili 272 zabitych, 955 rannych i 980 ewakuowanych z powodu chorób; niektórzy zmarli później na malarię, amebozę lub tyfus. Nieco jak na ironię wycofani na tyły dostali hamaki z moskitierami i osłonami od deszczu, a także wszystko co mogło zapobiec nowym lub wyleczyć już nabyte choroby. Wśród chorych znalazł się również generał Merrill, który miał zawał serca, po czym zapadł na malarię. Zastąpił go pułkownik Charles N. Hunter, który później przygotował raport na temat polityki ewakuacyjnej generała Stilwella (co spowodowało dochodzenie Głównego Inspektora Armii i przesłuchanie przed komisją Kongresu). Przy wzięciu Myitkyiny obecnych było zaledwie 200 żyjących Maruderów. Tydzień później, 10 sierpnia 1944 roku, Oddział Wydzielony 5307 został rozwiązany, bowiem pozostało w nim tylko 130 zdatnych do noszenia broni oficerów i żołnierzy (z pierwotnej liczby 2997). Z 2750 tych, którzy udali się do Birmy, zaledwie dwóch nie było nigdy hospitalizowanych, nie odniosło ran i nie cierpiało na poważniejsze choroby. Nie przeżył żaden z koni, a ocalało tylko 41 mułów.